# Byrdmaniax
| 전문가 평가                       | 전문가 평가 |
| 평가 점수                         | 평가 점수   |
| 출처                              | 점수        |
| --------------------------------- | ----------- |
| AllMusic                          | [ 1 ]       |
| Christgau's Record Guide          | B−          |
| The Encyclopedia of Popular Music | [ 3 ]       |
| Entertainment Weekly              | B+          |

《Byrdmaniax》는 미국의 록 밴드 버즈의 열 번째 스튜디오 음반이다. 그들의 이전 두 음반인 《Ballad of Easy Rider》와 《(Untitled)》가 받았던 긍정적인 반응 때문에 밴드의 상업적이고 비판적인 성공의 시기에 1971년 6월 23일, 컬럼비아 레코드에서 발매되었다. 이 음반은 버즈가 밴드의 로저 맥귄, 클래런스 화이트, 진 파슨스, 그리고 스킵 배틴 라인업을 특별히 포함한 두 번째 음반이었고 밴드가 고단한 투어 일정 중이던 1971년 초에 주로 녹음되었다. 그 결과, 밴드는 녹음이 시작되기 전에 그들의 신곡을 연마할 시간이 거의 없었고 따라서 음반의 많은 내용이 개발되지 않았다. 《Byrdmaniax》는 발매 당시 특히 미국에서 좋지 않은 평가를 받았고 버즈의 새롭게 발견된 인기를 약화시키기 위해 많은 일을 했다.
이 음반은 빌보드 200 차트에서 46위로 정점을 찍었지만 영국 음반 차트에 오르지 못했다. 1971년 5월 7일, 영국에서 〈I Trust (Everything Is Gonna Work Out Alright)〉라는 곡이 이전 싱글로 발매되었지만 차트에 오르지 못했다. 음반에서 가져온 두 번째 싱글 〈Glory, Glory〉는 1971년 8월 20일에 발매되어 《빌보드》 차트에서 110위에 올랐지만, 이번에도 싱글은 영국 차트에 오르지 못했다. 《Byrdmaniax》는 밴드의 동의 없이 프로듀서 테리 멜처와 편곡자 폴 폴레나의 곡에 현악기, 호른, 가스펠 합창단을 오버더빙한 것이 주된 원인으로 알려져 가장 잘 받지 못한 음반 발매 중 하나로 남아 있다.

## 배경
버즈의 《(Untitled)》 음반이 발매된 후, 밴드는 음반을 지지하기 위해 1970년 말과 1971년 초에 걸쳐 광범위한 투어를 계속했다. 밴드의 경력이 상업적 행운의 부활을 경험하면서, 버즈는 밴드의 이전 두 음반을 프로듀싱했던 테리 멜처와 계속 일하기로 결정했다. 불행하게도, 밴드의 투어 일정의 엄청난 속도는 그들이 포함하려고 의도한 자료를 개발할 시간이 없거나 거의 없는 상태에서 다음 음반의 녹음 준비가 부족하다는 것을 의미했다. 《Byrdmaniax》를 위한 세션은 1970년 10월 6일, 《(Untitled)》 발매 후 단 3주 만에 시작되었고 1971년 1월과 3월 내내 계속되었으며, 밴드는 12곡의 신곡을 녹음하고 《(Untitled)》 세션의 발췌곡인 〈Kathleen's Song〉을 다시 검토했다. 음반의 발매 전 작업 제목은 음반 녹음 동안 발생한 부풀려진 비용에 대해 혀를 내둘렀지만, 궁극적으로 이것은 덜 부유한 《Byrdmaniax》를 위해 떨어졌다.

## 곡 목록
| #  | 제목               | 작사·작곡            | 재생 시간 |
| -- | ------------------ | -------------------- | --------- |
| 1. | 〈Glory, Glory〉   | 아서 레이놀즈        | 4:03      |
| 2. | 〈Pale Blue〉      | 로저 맥귄, 진 파슨스 | 2:22      |
| 3. | 〈I Trust〉        | 맥귄                 | 3:19      |
| 4. | 〈Tunnel of Love〉 | 스킵 배틴, 킴 파울리 | 4:59      |
| 5. | 〈Citizen Kane〉   | 배틴, 파울리         | 2:36      |

| #  | 제목                                   | 작사·작곡               | 재생 시간 |
| -- | -------------------------------------- | ----------------------- | --------- |
| 1. | 〈I Wanna Grow Up to Be a Politician〉 | 맥귄, 자크 레비         | 2:03      |
| 2. | 〈Absolute Happiness〉                 | 배틴, 파울리            | 2:38      |
| 3. | 〈Green Apple Quick Step〉             | 파슨스, 클래런스 화이트 | 1:49      |
| 4. | 〈My Destiny〉                         | 헬렌 카터               | 3:38      |
| 5. | 〈Kathleen's Song〉                    | 맥귄, 레비              | 2:40      |
| 6. | 〈Jamaica Say You Will〉               | 잭슨 브라운             | 3:27      |